# هاي بيل
هاي بيل (بالإنجليزية: Hi Bell)‏ هو لاعب كرة قاعدة أمريكي، ولد في 16 يوليو 1897 في Mount Sherman, Kentucky ‏ في الولايات المتحدة، وتوفي في 7 يونيو 1949 في غلينديل في الولايات المتحدة.

## وصلات خارجية
- هاي بيل على موقعبيزبول رفرنس.كوم (الدوري الرئيسي) (الإنجليزية)
- هاي بيل على موقعبيزبول رفرنس.كوم (الدوري الثانوي) (الإنجليزية)